# Barry Reijs
Barry Reijs (Heerenveen, 12 juli 1978) is een Nederlands voetballer.

## Loopbaan
Reijs werd in 1978 in Heerenveen geboren. Hij speelde twee seizoenen als keeper voor FC Emmen. Vervolgens speelde hij voor Heracles Almelo. Daarna heeft hij gespeeld voor onder meer SV HODO, VV Nunspeet en VV Staphorst.

## Statistieken
| Seizoen | Club            | Land      | Competitie     | Wedstrijden | Dlp. |
| ------- | --------------- | --------- | -------------- | ----------- | ---- |
| 2002/03 | FC Emmen        | Nederland | Eerste Divisie | 1           | 0    |
| 2003/04 | FC Emmen        | Nederland | Eerste Divisie | 5           | 0    |
| 2004/05 | Heracles Almelo | Nederland | Eerste Divisie | 9           | 0    |
|         |                 |           | Totaal         | 9           | 0    |